# Sosipatra
Sosipatra (grec ancien : Σωσιπάτρα) est une philosophe néoplatonicienne et une prophétesse ayant vécu au IVe siècle. Aucun de ses textes n'est arrivé jusqu'à nous et elle est connue grâce à l'ouvrage d'Eunape, Vies de philosophes et de sophistes.

## Biographie
Selon Eunape, elle serait née près d'Éphèse en Anatolie dans une famille riche et grandit sur la propriété de son père. À l'âge de cinq ans, elle est initiée au catholicisme chaldéen par deux inconnus venu trouver son père qui lui propose de prendre sa fille pendant cinq ans pour l'instruire. Lorsqu'elle revient chez son père à l'âge de dix ans, elle est une oracle chaldaïque. Eunape raconte dans sa biographie que le père de Sosipatra n'a jamais décidé si les deux hommes étaient des Dieux ou des Démons.
Elle décide d'épouser Eustathius de Cappadoce, un orateur et diplomate. La veille de leur mariage, elle prophétise qu'ils auront trois enfants et que son époux mourra avant elle, ce qui se réalisera. Après la mort de celui-ci, elle fonde sa propre école philosophique à Pergame avec Édésios de Cappadoce,. Parmi ses élèves, on compte Maxime d'Éphèse et Chrysanthius.
Dans ses Vies de philosophes, Eunape la présente comme une théurgiste experte en rituels et divination, pouvant voir le passé, le présent et le futur. Son fils, Antoninus, possédait, selon Eunape, la même capacité et aurait prédit la destruction du Sérapéum d'Alexandrie en 300,.
Aucun texte de Sosipatra n'est parvenu jusque nous, si bien qu'il est impossible de savoir quelle branche de la philosophie elle défendait dans son enseignement, ni quel fut son impact sur ses élèves.